# Misumenops nepenthicola
Misumenops nepenthicola là một loài nhện trong họ Thomisidae.
Loài này thuộc chi Misumenops. Misumenops nepenthicola được Mary Agard Pocock miêu tả năm 1898.